# Francisco de Araújo
Francisco de Araújo – portugalski rugbysta, uczestnik obu przedwojennych meczów reprezentacji Portugalii w rugby union mężczyzn.
Rugby poznał podczas studiów w Anglii. W 1922 roku był jednym z głównych organizatorów meczu, który odbył się 22 marca w Lizbonie. Pojedynek, w którym zmierzyły się drużyny Royal Football Club oraz brytyjskich emigrantów był pierwszym, w którym udział wzięli portugalscy zawodnicy.
W reprezentacji zadebiutował w meczu z Hiszpanią, który został rozegrany 13 kwietnia 1935 w Lizbonie. Natomiast ostatnim jego meczem reprezentacyjnym było spotkanie z Hiszpanią rozegrane 28 marca 1936 w Madrycie.